# 苏州市眼耳鼻喉科医院
苏州市眼耳鼻喉科医院，是中国江苏省的一所医院，为二级医院，位于苏州市葑门路10-1号。

## 规模
苏州市眼耳鼻喉科医院总床位65张，日门诊量97人次。